# Ctenus ramosus
Ctenus ramosus är en spindelart som beskrevs av Tamerlan Thorell 1887. Ctenus ramosus ingår i släktet Ctenus och familjen Ctenidae.
Artens utbredningsområde är Myanmar. Inga underarter finns listade i Catalogue of Life.